# Evangelische Kirche Kirchhosbach

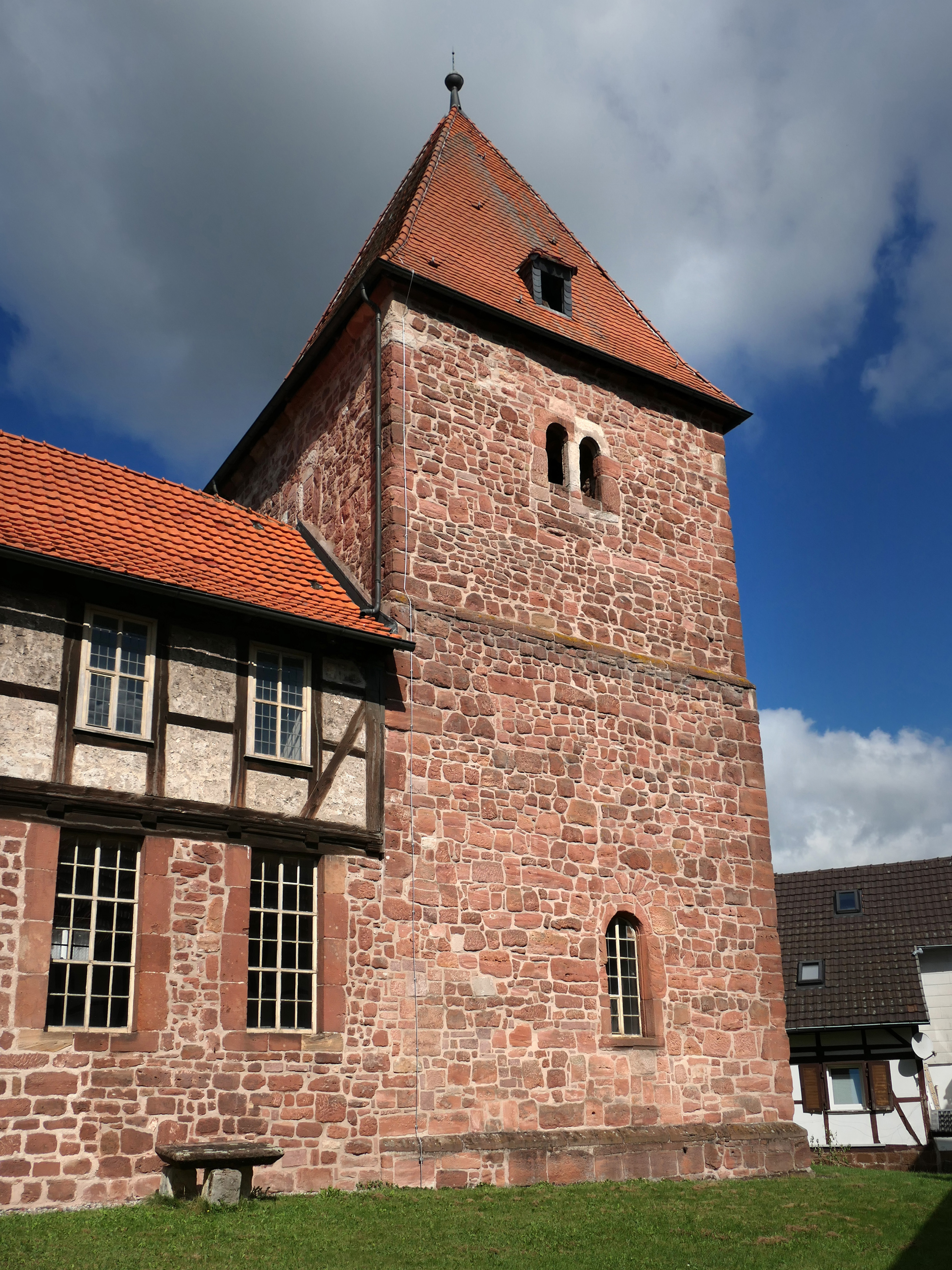
Der im Kern romanische Chorturm

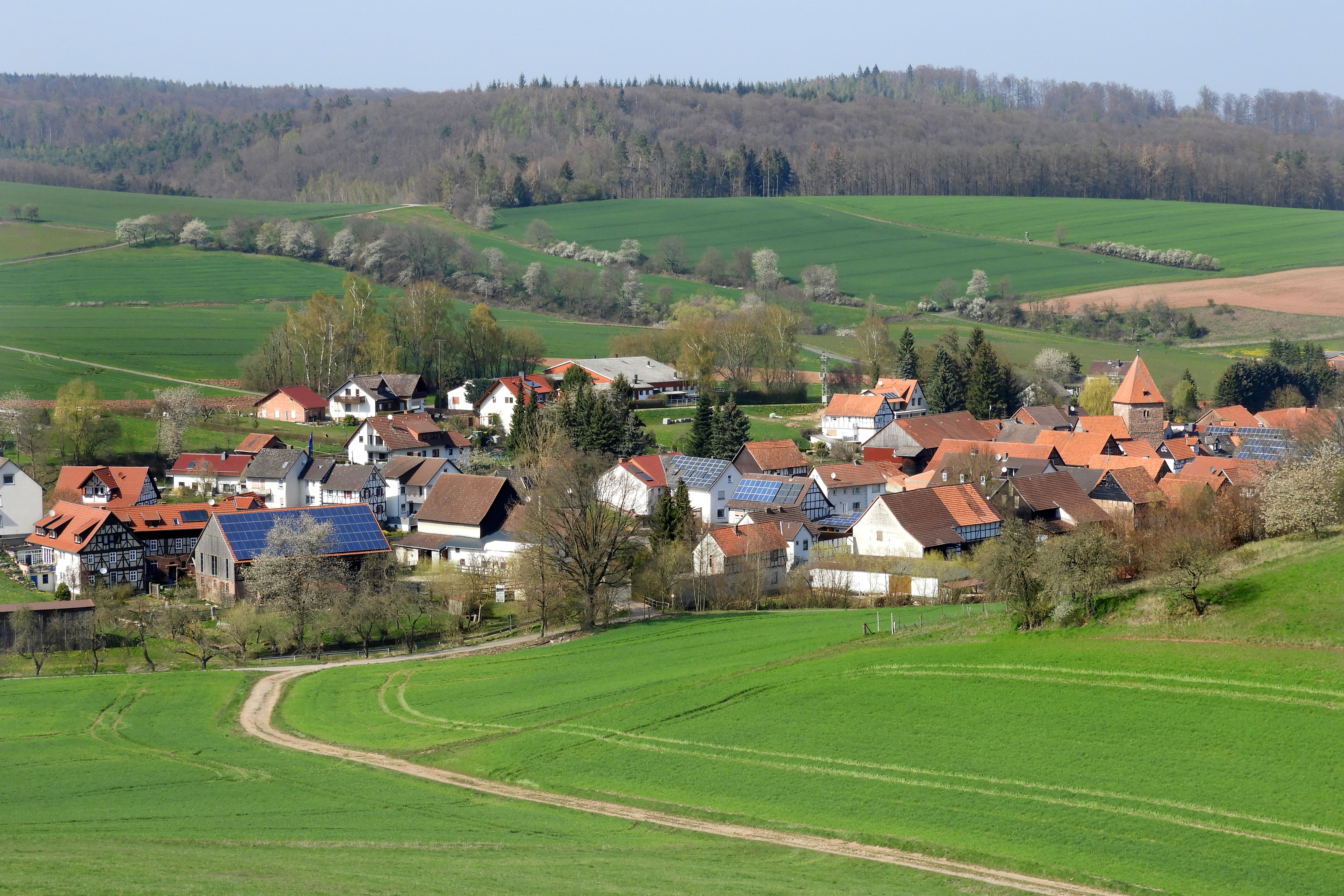
Kirchhosbach mit seiner Kirche aus südlicher Richtung gesehen

Die Evangelische Kirche Kirchhosbach ist ein denkmalgeschütztes Gebäude in der Ortsmitte von Kirchhosbach, einem Stadtteil von Waldkappel im nordhessischen Werra-Meißner-Kreis. Sie steht, von Häusern umgeben, etwas versteckt hinter der Landesstraße 3459, die durch den Ort verläuft. Die kleine Kirche mit mittelalterlichem Kern ist über einen Weg zwischen den Häusern Peter-Grieß-Straße 17 und 19 zu erreichen. Zwei ältere Glocken, die auf dem Kirchhof und dem Anger stehen, markieren den Zugang.
Die Kirchengemeinde Kirchhosbach bildet mit der Gemeinde von Bischhausen das Kirchspiel Bischhausen, das mit den Gemeinden der Kirchspiele Schemmern-Mäckelsdorf und Waldkappel zum regionalen Kooperationsraum Waldkappel gehört. Die Kirchspiele liegen im Zuständigkeitsbereich des Kirchenkreises Werra-Meißner, innerhalb der Evangelischen Kirche von Kurhessen-Waldeck im Sprengel Kassel.

## Geschichte
Der erstmals im Jahr 1334 als „Kirchhoßpach“ erwähnte Ort liegt im Hosbachtal, einem Seitental der Wehre, die als linker Zufluss in die Werra mündet. In der Mitte des 17. Jahrhunderts war Kirchhosbach zweiherrig und gehörte nach der Veräußerung bemmelbergischer (boyneburgscher) Lehngüter den Herren der Boyneburg sowie den hessischen Landgrafen, die um 1806 vollständig in den Besitz des Dorfes gelangten. Im Rahmen der hessischen Gebietsreform wurde Kirchhosbach am 31. Dezember 1971 als Stadtteil nach Waldkappel eingegliedert.
Die Kirche ist im 11. Jahrhundert ursprünglich als Wehrkirche mit massivem Mauerwerk erbaut worden. Den mächtigen Turm an der westlichen Seite bedeckt ein Zeltdach, das Langhaus wurde im 17. Jahrhundert mit einem Fachwerkobergeschoss
erhöht. In der Zeit des Ersten und Zweiten Weltkriegs mussten je eine Kirchenglocke abgeliefert werden, um aus ihrem Metall Kriegsgerät herzustellen. Im Jahr 1974 bekam die Kirche ein neues Geläut.

## Das Kircheninnere

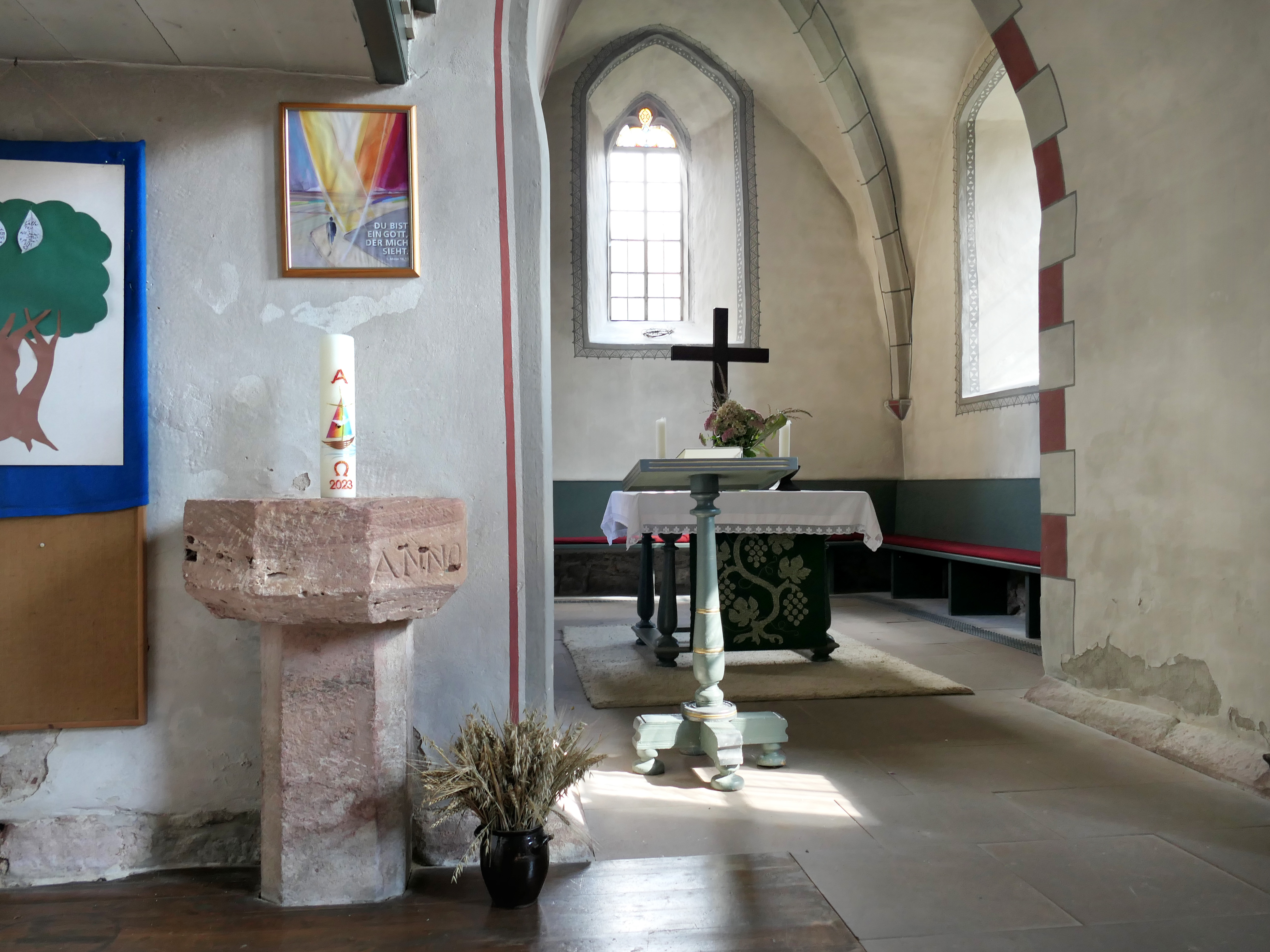
Taufstein und Altar

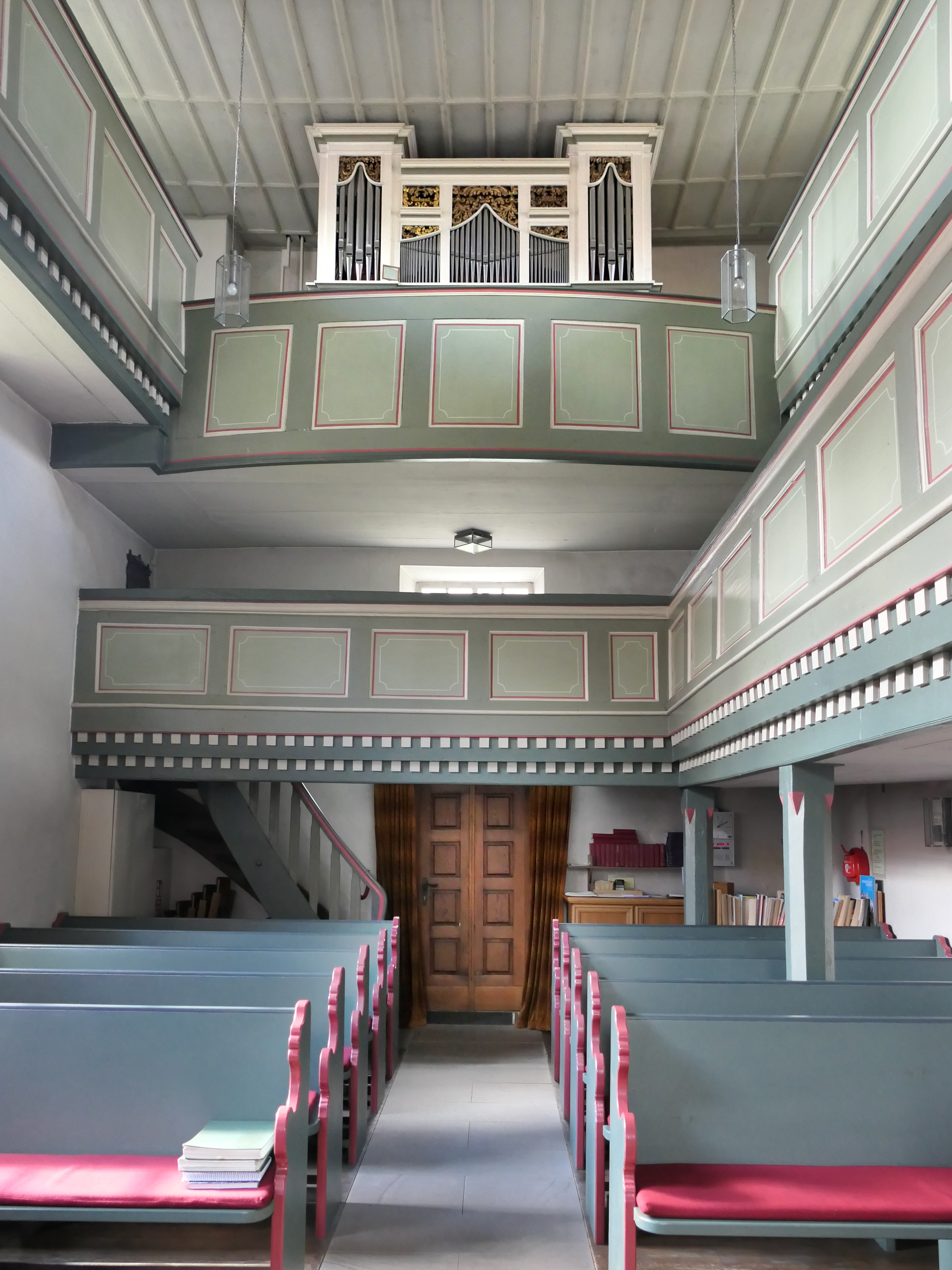
Kirchensaal mit übereinander gestaffelten Emporen

Durch das im Jahr 1661 aufgestockte Obergeschoss entstand ein hoher Kastenraum, in dem zweistöckige Emporen eingefügt werden konnten. Deren Brüstungen haben Kassettenfüllungen und als dekorativen Abschluss einen durchlaufenden Klötzchenfries. Der Altarraum im Chorturm öffnet sich mit einem Spitzbogen und besitzt ein gotisches Kreuzrippengewölbe auf Konsolen. Erhalten sind noch Reste von Wandmalereien. Blickfang im Inneren ist die Holzkanzel aus dem Jahr 1601. Auf ihr wurden Stifterwappen und Bildnisse der vier Evangelisten Matthäus, Markus Lukas und Johannes aufgemalt. Zu den bemerkenswerten Besonderheiten der Kirche gehört ebenfalls die im Jahr 1841 erbaute Orgel.

## Denkmalschutz

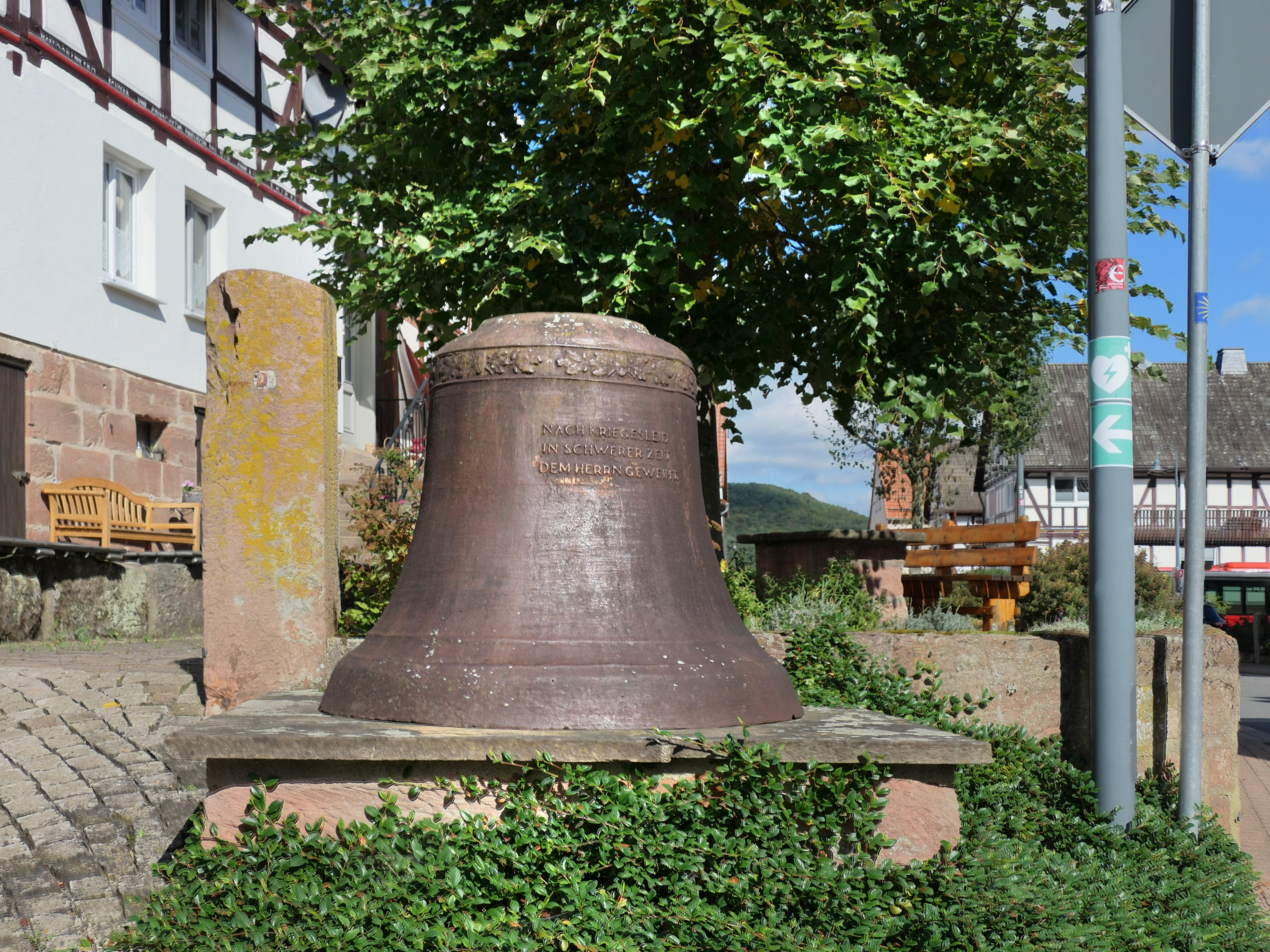
Anger vor dem Kirchhof

Wegen ihrer geschichtlichen, künstlerischen und städtebaulichen Bedeutung steht die Kirche als ein Kulturdenkmal unter Schutz. Sie befindet sich innerhalb der Gesamtanlage des Ortes, zu der Hofanlagen entlang der Peter-Grieß-Straße sowie die kleinmaßstäbliche Bebauung um die Kirche gehören und die aus geschichtlichen Gründen geschützt werden. Im Denkmalverzeichnis des Landes Hessen hat die Kirche die Nummer 38885 und die Gesamtanlage Kirchhosbach die Nummer 38882.
Vor dem Kirchhof befindet sich mit einer rechteckigen Mauereinfassung der Anger Kirchhosbachs. Die Stätte, die einst als Versammlungsort und Gerichtsplatz diente, ist vor einigen Jahren umgestaltet und neu bepflanzt worden.